# Simple (baseball)
Pour les articles homonymes, voir Simple.
Un simple (en anglais single) est un terme employé au baseball pour désigner un coup sûr permettant au frappeur d'atteindre sauf la première base.
Dans le même ordre d'idées, un double est un coup sûr qui permet au frappeur d'atteindre sauf la deuxième base et un triple la troisième base. 
Un simple peut être frappé en champ extérieur comme en champ intérieur. Dans ce dernier cas, il peut s'agir d'un amorti, le plus souvent réalisé par des coureurs rapides.
Il peut suffire à faire marquer des points à des coureurs en position de marquer.

## Records
Les records des Ligues majeures de baseball au chapitre des simples.

### En carrière
1. NL: Pete Rose - 3 215
2. AL: Ty Cobb - 3 053

### En une saison
1. AL: Ichiro Suzuki en 2004 - 225
2. NL: Willie Keeler en 1898 - 206

### Dans un seul match
Il est codétenu par 15 joueurs avec 6 simples. Johnny Burnett de Cleveland en a frappé 7 en un seul match, mais il s'est terminé en prolongations et a duré dix-huit manches, soit le double de la durée normale d'un match.